# Magnhild Rasmussen
Magnhild Rasmussen (Oslo, 3 juli 1878 - onbekend) was een Noors zangeres. Haar stem lag op de scheidslijn mezzosopraan/alt. 
Ze werd als oudste kind geboren in het gezin van kledinghandelaar Hagbart en Charlotte Rasmussen. Ze kreeg zanglessen in Berlijn en trad op in diverse Duitse cultuursteden, maar ook in Zwitserland. Ze hield in 1904 een gezamenlijke tournee met Maja Glørsen en ook in 1905, waarbij ze plaatsen aandeden als Bergen en Tromsø. Ze was enige tijd verbonden aan de Hofopera. Haar laatstbekende optreden was in Bayreuth. 
Enkele optredens:
- 9 oktober 1906 samen met Maja Glørsen onder andere voor de vrijmetselaarsloge
- 13 september 1907 opnieuw met Maja Glørsen in een Duits/Noors programma
- 13 september 1914 samen met Dagmar Walle-Hansen (piano), Arve Arvesen (viool) en Henrik Dahl (zanger)
- 17 september 1914 met Kitty Hedensjou en Eyvind Alnæs (piano) in de zaal van Brødrene Hals
- 6 oktober 1917 met liederen van Johan Backer Lunde en onder andere ""Der Page"
- 12 oktober 1917 opnieuw met liederen van Johan Backer Lunde
- 8 november 1917 samen met Ellen  Gulbranson ten behoeve van te werk gestelde krijgsgevangenen van de Eerste Wereldoorlog
- 12 februari 1918 samen met Fridtjof Backer Grøndahl met de première van Suite in f mineur van Odd Grüner-Hegge
- 5 oktober 1918 zong ze de Noorse première van Symfonie nr. 4 van Gustav Mahler samen met het orkest van het Nationaltheatret onder leiding van Johan Halvorsen
- in 1925 zong ze eenmalig een rol (Ortlinde, Helmwige) in Die Walküre